# Stari Ras
Ras (srbsko Рас, Ras, latinsko Arsa), v sodobnem srbskem zgodovinopisju znan kot  Stari Ras, je srednjeveška trdnjava v bližini nekdanjega trga Staro Trgovište, kakšnih 11 km od Novega Pazarja, Srbija.
Stari Ras je bil ena od prvih in dolgo časa ena od najpomembnejših  prestolnic srednjeveške srbske države Raške. Ustanovljen je bil pred 9. stoletjem. V 13. stoletju je bil popolnoma porušen. Trdnjava ima ugodno lego  nad Raško sotesko na križišču poti med sosednjima pokrajinama Zeto in Bosno na zahodu in Kosovom in Metohijo na jugu.
Trdnjava Ras je nezavarovana in v ruševinah.  V njeni neposredni bližini je impresivna skupina srednjeveških spomenikov, med njimi stare trdnjave, tržnice, cerkve in samostani.  Srbski srednjeveški samostan Sopoćani je spomenikna stiku med zahodnim in bizantinskim svetom. Stari Ras in samostan Sopoćani kot celota  sta na seznamu Unescove svetovne kulturne dediščine. Samostan Stari Ras  iz 12. stoletja se je začel obnavljati in bo po obnovitvi verjetno tudi vključen v svetovno dediščino. Na seznamu svetovne dediščine v Srbiji sta tudi mogočen srednjeveški samostan Studenica in cerkev apostolov Petra in Pavla, ki je ena od najstarejših zgodnjesrednjeveških cerkva v Srbiji.
Stari Ras je kot Kulturni spomenik izjemnega pomena  od leta 1990 pod zaščito Republike Srbije.

## Zgodovina
Arheološke najdbe utrdb in zgodnjih cerkva na področju Starega Rasa so iz 4.-6. stoletja in ustrezajo pričevanju bizantinskega zgodovinarja Prokopija, da je bil rimski castellum Arsa v provinci Dardaniji ponovno utrjen med vladavino cesarja Justinijana I. (vladal 527-565).
S prihodom Slovanov v 6. stoletju in dokončnem propadu bizantinske oblasti v Dardaniji na začetku 7. stoletja je bila trdnjava Arsa uničena. Novi naseljenci  Srbi so jo preimenovali v Ras. V zgodnjem  obdobju srbske državnosti je bila najvzhodnejše mesto v državi na sami meji s Prvim bolgarskim cesarstvom. Od leta 924 do 927 je bila celo v bolgarski posesti.
V času velikih cerkvenih dogodkov, kakršna sta bila cerkvena zbora v Konstantinoplu leta 869-870 in 879-880 je bila v Rasu morda ustanovljena škofija za Srbijo.
Med vladavino cesarja Ivana I. Cimiska (vladal 969-976) je bila na področju Rasa ponovno vzpostavljena bizantinska oblast. Za guvernerja (katepana) Rasa je bil imenovan protospatarij Ivan.
Po zmagah cesarja Bazilija II. nad Bolgari in ponovni vzpostavitvi bizantinske oblasti v jugovzhodni Evropi leta 1018 je Ras postal politično in cerkveno središče bizantinske Srbije. Bazilij II. je s cesarskima odlokoma iz leta 1019 in 1020 določil pravice in jurisdikcijo avtonomne Ohridske nadškofije.  Ena od njenih škofij je imela sedež v Rasu v cerkvi svetih apostolov Petra in Pavla. Med ogrsko-bizantinsko vojno leta 1127-1129 so se Srbi vojskovali na ogrski strani in ponovno osvojili Ras, ki je bil pod bizantinsko oblastjo. V naslednji vojni (1149-1151) so Ras ponovno osvojili Bizantinci.
V poznem 12. stoletju je v pokrajini severno od Studenice deloval jamski samostan.
V 14. stoletju se je pod Starim Rasom začel razvijati pomemben trg z imenom Trgovište. Sredi 15. stoletja se je v času dokončne osmanske osvojitve regije 11 km vzhodno razvil nov trg. Stari se je preimenoval v Staro Trgovište, turško Eski Pazar, novi pa v Novo Trgovište, turško Yeni Pazar. Slednji se se je razvil v sodobni  Novi Pazar.

## Arheološke raziskave
Obsežne arheološke raziskave področja Rasa so se začele konec leta 1971. Glede na to, da je kompleks pod Unescovo zaščito, potekajo raziskave skladno s programom raziskovanja, zaščite ter urejanja in koriščenja prostora. Zadnje sistematične raziskave so potekale leta 1990, potem pa so se ustavile. V zadnjem času so se začele raziskave na področju Gradin v Postenju.
- Cerkev svetih apostolov Petra in Pavla
- Đurđevi stupovi iz leta 1171
- Samostan Sopoćani  iz 13. stoletja
- Petrova cerkev iz 8. stoletja
- Ruševine (Starega) Trgovišta